# Robert von Wahlert
Karl Friedrich Robert Wahlert, seit 1871 von Wahlert (* 21. Mai 1817 in Koblenz; † 6. April 1891 in Frankfurt am Main) war ein preußischer Generalmajor und Kommandant der Festung Minden.

## Leben

### Herkunft
Die Familie Wahlert stammt aus Hessen-Nassau. Seine Eltern waren der Geheime Regierungsrat in Koblenz Heinrich Wahlert († 1847) und dessen Ehefrau Emilie, geborene von Alvensleben (1792–1853). Sie war die Tochter von Gebhard von Alvensleben (1764–1840) auf Randau und der Karoline, geborene von Radecke (1772–1812). Wahlerts Eltern ließen sich 1830 scheiden und die Mutter heiratete ihren Geliebten, den General der Infanterie und Kriegsminister Ernst von Pfuel (1779–1866). Seine Schwester Adelheid Caroline Klara (1819–1908) war mit dem General Christian August Ludwig Friedrich von Borcke (1804–1888) verheiratet.

### Militärkarriere
Wahlert besuchte die Kadettenhäuser in Potsdam und Berlin. Anschließend wurde er am 14. August 1834 als Unteroffizier dem 30. Infanterie-Regiment der Preußischen Armee in Trier überweisen. Am 1. November 1834 folgte seine Versetzung nach Köln in das 28. Infanterie-Regiment. Hier avancierte Wahlert bis Mitte April 1836 zum Sekondeleutnant und fungierte ab 1839 als Adjutant des I. Bataillons. In gleicher Eigenschaft kommandierte man ihn am 7. Mai 1846 zur 13. Infanterie-Brigade und von dort am 27. März 1847 zum Generalkommando des VII. Armee-Korps in Münster. In dieser Funktion stieg Wahlert bis Juni 1852 zum Hauptmann auf und wurde am 18. Juni 1853 unter Entbindung von seinem Kommando als Kompanieführer zum III. Bataillon im 28. Landwehr-Regiments in Siegburg versetzt. Mit seiner Ernennung zum Kompaniechef kehrte Wahlert am 11. August 1857 in das 28. Infanterie-Regiment zurück, das nunmehr in Aachen stationiert war. Als Major wurde er am 22. Juni 1861 Kommandeur des I. Bataillons. Am 22. Juni 1861 folgte seine Versetzung nach Rastatt in das Pommersche Füsilier-Regiment Nr. 34. Wahlert erhielt das Kommando über das III. Bataillon und wurde am 18. Juni 1865 zum Oberstleutnant befördert. Dieses Bataillon führte er im Jahr darauf im Krieg gegen Österreich in Schlachten bei Münchengrätz und Königgrätz.
Unter Stellung à la suite wurde Wahlert am 18. Mai 1867 mit der Führung des Pommerschen Füsilier-Regiments Nr. 34 in Frankfurt am Main beauftragt und am 25. September 1867 zum Kommandeur dieses Verbandes ernannt. Am 22. März 1868 erhielt er die Beförderung zum Oberst und am 20. August 1860 den Roten Adlerorden III. Klasse mit Schleife. Im Krieg gegen Frankreich kämpfte Wahlerts Regiment in der Schlacht bei Gravelotte, der Belagerung von Metz sowie dem Feldzug im Jura. Für seine Leistungen bekam er das Eiserne Kreuz II. Klasse. Nach dem Friedensschluss erhob ihn Wilhelm I. am 16. Juni 1871 für die im Krieg bewieses Tapferkeit in den erblichen preußischen Adelsstand. Unter Stellung à la suite seines Regiments wurde Wahlert am 22. August 1871 zum Kommandanten von Minden ernannt. Bereits am 18. Oktober 1871 wurde er mit dem Charakter als Generalmajor mit Pension zur Disposition gestellt. Er starb am 6. April 1891 in Frankfurt am Main.

### Familie
Am 6. Juni 1849 heiratete er in Köln Friederike Hauchecorne (1821–1865), die Tochter des königlichen Steuerrats Ludwig Leopold Wilhelm Hauchcorne und der Charlotte Amalia Louise Angelica, geborene Dautzenberg. Der Geologe Wilhelm Hauchecorne war ihr Bruder. Das Paar hatte mehrere Kinder:
- Laura (1850–1869)
- Ernst (1852–1882), Premierleutnant der Landwehr-Infanterie
- Robert (* 1856), Kaufmann in Königswinter ⚭ Martha von Konnowski (* 1866)
- Paul (1863–1940), deutscher Generalmajor ⚭ Elisabeth Michelsen (1870–1939)

Der Marinioffizier Paul von Wahlert ist sein Enkel.